# Amrum (Landschaftsschutzgebiet)
Amrum ist der Name eines Landschaftsschutzgebietes (LSG), das größtenteils auf der Nordseeinsel Amrum liegt.

## Beschreibung

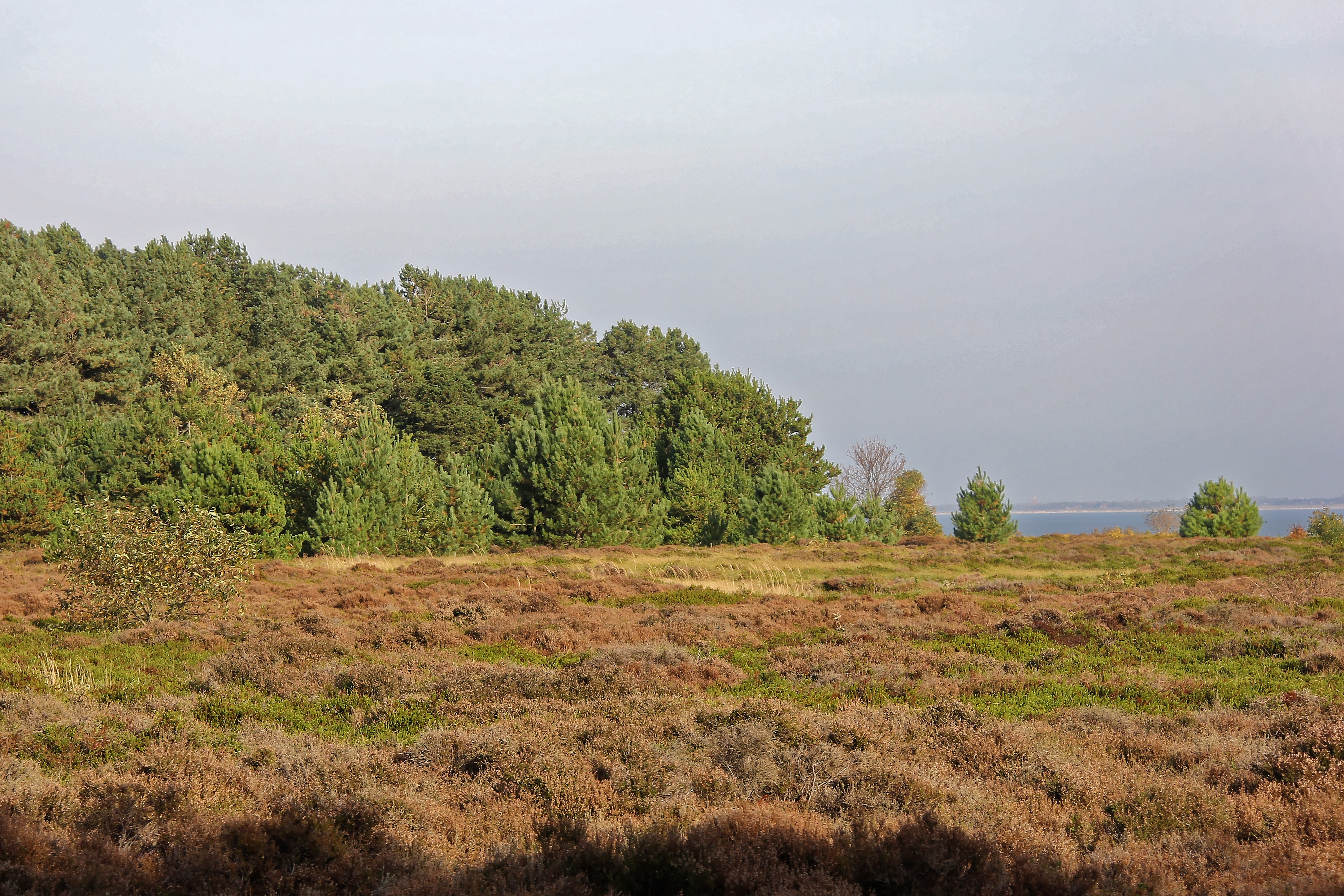
Heide und Wald bei Nebel

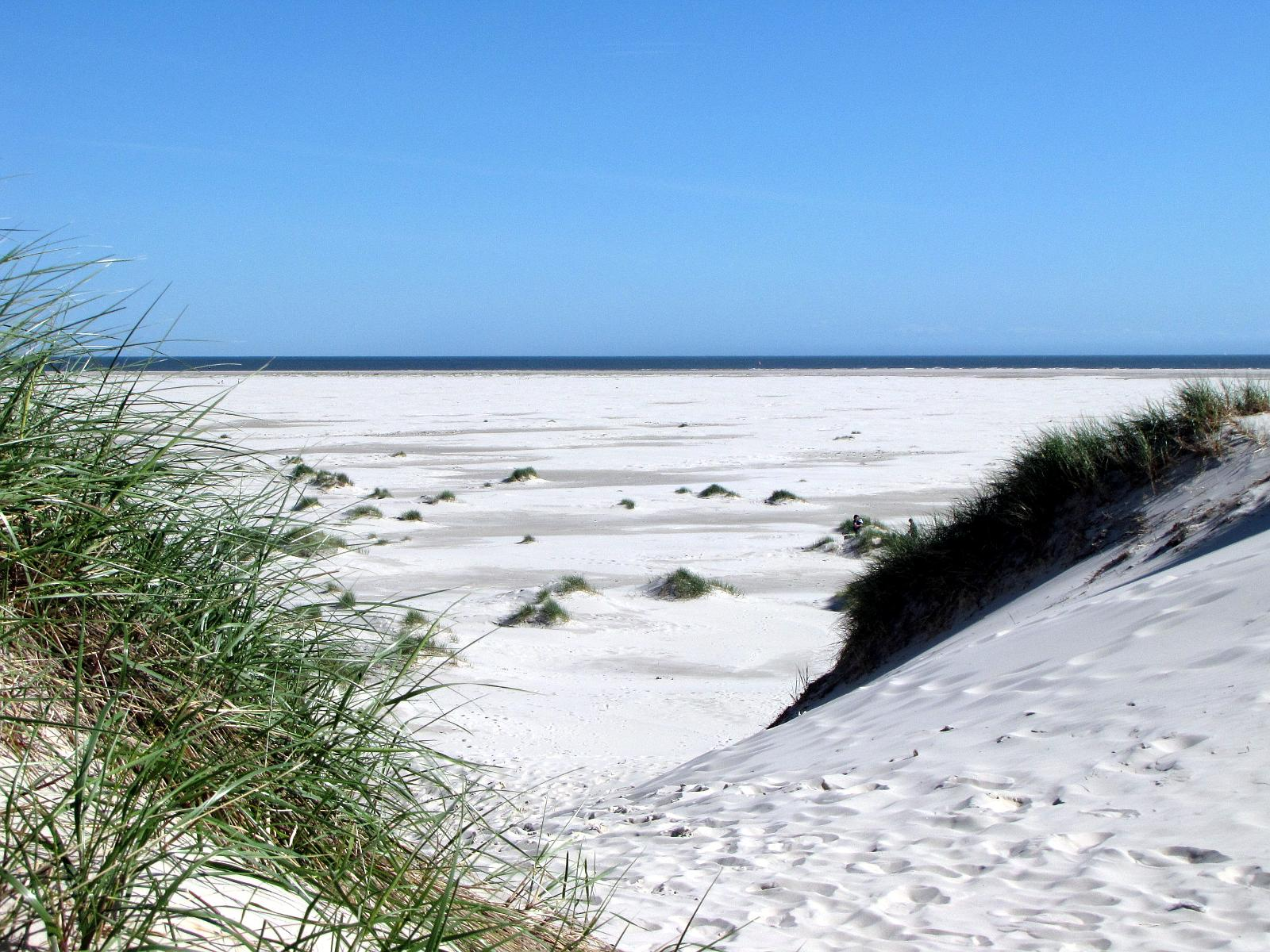
Kniepsand bei Wittdün

Das LSG Amrum (54 NF-12) umfasst die gesamte Insel Amrum ohne die Siedlungsbereiche und ohne die Naturschutzgebiete (NSG) Amrumer Dünen und Amrum-Odde, rund 60 Prozent der Inselfläche. Alle drei Inselgemeinden haben Anteil am LSG. Außerdem ist der überwiegende Teil des vorgelagerten Kniepsands, der verwaltungstechnisch nicht zu Amrum gehört, Teil des Gebietes. Die Gesamtfläche beträgt rund 1866 Hektar; damit ist es das größte Landschaftsschutzgebiet im Kreis Nordfriesland. Landschaftsformen der Geest sind vor allem Grün- und Ackerland, Heide und Wald, im Norden und bei Steenodde liegen Marschflächen, der Kniepsand ist ein Hochsand mit Primärdünen. Teile des Kniepsands sind der Öffentlichkeit aus Naturschutzgründen nicht zugänglich.
Das LSG Amrum gehört zu 56 Prozent zum FFH-Gebiet „Küsten- und Dünenlandschaften Amrums“ und grenzt an das FFH-Gebiet „Nationalpark Schleswig-Holsteinisches Wattenmeer und angrenzende Küstengebiete“.
Weiter grenzt das LSG an die genannten NSG sowie das NSG Nordfriesisches Wattenmeer, das wiederum an den Nationalpark Schleswig-Holsteinisches Wattenmeer grenzt. Das Ramsar-Gebiet „Schleswig-Holsteinisches Wattenmeer und angrenzende Küstengebiete“ umfasst außer den Siedlungsgebieten das gesamte Gebiet um das LSG.

## Geschichte
Das LSG wurde am 20. Oktober 1982 kurz nach dem NSG Nordfriesisches Wattenmeer eingerichtet. Die übrigen anliegenden Naturschutzgebiete existierten bereits mehrere Jahre zuvor. Es wird seit seiner Gründung vom Öömrang Ferian betreut.